# WASP-15
WASP-15 — звезда, которая находится в созвездии Центавра на расстоянии приблизительно 1004 световых года от нас. Вокруг звезды обращается, как минимум, одна планета.

## Характеристики
WASP-15 — звезда главной последовательности с массой и радиусом, равными 1,18 и 1,47 солнечных соответственно. Температура поверхности составляет около 6300 кельвинов. Светимость звезды превосходит солнечную в 3 с лишним раза. Её возраст оценивается приблизительно в 3,9 миллиардов лет.

## Планетная система
В 2009 году группой астрономов, работающих в рамках программы SuperWASP, было объявлено об открытии планеты WASP-15 b в системе. Это типичный горячий юпитер, обращающийся очень близко к родительской звезде. Год на ней длится всего лишь 3,7 суток. Открытие планеты было совершено транзитным методом.